# Triteleiopsis
Triteleiopsis là một chi thực vật có hoa trong họ Asparagaceae.